# 夏国洪
夏国洪（1939年10月—），男，江苏金坛人，中国航天工程专家，曾任中国航天科工集团公司总经理，国家航天局副局长，第十届全国政协委员。